# لواء القصر
لواء القصر هو أحد ألوية محافظة الكرك السبعة، ومركزه هو مدينة القصر، يقع شمال محافظة الكرك على بعد 20 كم من مركز مدينة الكرك. يبلغ إجمالي عدد سكان اللواء 21547 نسمة ويتكون من المدن والقرى التالية:
- القصر
- الربة
- السماكية
- الياروت
- دمنه
- حمد
- شيحان
- الروضة
- الرشايدة

## اقرأ أيضًا
- الأردن